# Фанос
Фанос (грч. Φανός) је насељено место у општини Пеонија у периферији Средишња Македонија, Грчка. Према попису из 2021. године било је 95 становника.
Према бугарском географу и историчару, Василу Канчову, у Фаносу је 1900. године живело 3.200 Турака. Године 1924. турско становништво је принудно исељено у Турску а на њихово место је насељено 146 караманлијских избегличких породица из Турске. На попису из 1928. године Фанос је имао 533 становника. Село се раније звало Мајадаг.